# Ernest Gross
Ernest Gross, né le 22 décembre 1902 à Strasbourg et mort dans cette même ville le 8 décembre 1986, est un footballeur international français.

## Biographie
Son poste de prédilection est attaquant. Il compte cinq sélections et un but en équipe de France de football, France-Belgique au stade Buffalo à Montrouge en 1924, Suisse-France au stade des Charmilles à Genève en 1924, France-Angleterre au stade Pershing à Paris en 1924, France-Hongrie au stade de la Cavée verte au Havre en 1924 et France-Autriche au stade Pershing à Paris en 1925.

## Clubs successifs
- Red Star Strasbourg

## Carrière
Ernest arriva à établir sa réputation lors de sa première sélection : le relayeur strasbourgeois fut l'âme de l'équipe de France non seulement par son but, mais par sa maîtrise du jeu. Mais la suite de sa carrière ne lui assura ni les faveurs des sélectionneurs, ni celles du public.